# Gil Merrick
Gilbert Harold "Gil" Merrick (ur. 26 stycznia 1922 w Birmingham  – zm. 3 lutego 2010) – angielski piłkarz występujący podczas kariery na pozycji bramkarza.

## Kariera klubowa
Gil Merrick całą piłkarską karierę spędził w Birmingham City, w którym występował w latach 1939-1960. W 1948 awansował do Division One, by dwa lata później spaść z niej. W 1955 powrócił z klubem z Birmingham do Division One. Rok później osiągnął największy sukces w swojej karierze awansując z City do finału Pucharu Anglii, w którym jego klub okazał się gorszy od Manchesteru City. Ogółem w barwach Birmingham rozegrał 485 spotkań.
| Sezon   | Klub                 | Kraj   | Rozgrywki    | Mecze | Bramki |
| ------- | -------------------- | ------ | ------------ | ----- | ------ |
| 1946/47 | Birmingham City F.C. | Anglia | Division Two | 41    | 0      |
| 1947/48 | Birmingham City F.C. | Anglia | Division Two | 36    | 0      |
| 1948/49 | Birmingham City F.C. | Anglia | Division One | 41    | 0      |
| 1949/50 | Birmingham City F.C. | Anglia | Division One | 42    | 0      |
| 1950/51 | Birmingham City F.C. | Anglia | Division Two | 42    | 0      |
| 1951/52 | Birmingham City F.C. | Anglia | Division Two | 41    | 0      |
| 1952/53 | Birmingham City F.C. | Anglia | Division Two | 35    | 0      |
| 1953/54 | Birmingham City F.C. | Anglia | Division Two | 38    | 0      |
| 1954/55 | Birmingham City F.C. | Anglia | Division Two | 27    | 0      |
| 1955/56 | Birmingham City F.C. | Anglia | Division One | 39    | 0      |
| 1956/57 | Birmingham City F.C. | Anglia | Division One | 40    | 0      |
| 1957/58 | Birmingham City F.C. | Anglia | Division One | 28    | 0      |
| 1958/59 | Birmingham City F.C. | Anglia | Division One | 34    | 0      |
| 1959/60 | Birmingham City F.C. | Anglia | Division One | 2     | 0      |

## Kariera reprezentacyjna
W reprezentacji Anglii Merrick zadebiutował 14 listopada 1951 w wygranym 2-0 meczu w British Home Championship z Irlandią Północną. W 1954 Merrick uczestniczył w mistrzostwach świata. Na turnieju w Szwajcarii wystąpił we wszystkich trzech meczach z Belgią, Szwajcarią i Urugwajem, który był jego ostatnim meczem w reprezentacji. Ogółem Merrick rozegrał w reprezentacji 23 spotkania.
| Mecze i gole w reprezentacji | Mecze i gole w reprezentacji | Mecze i gole w reprezentacji | Mecze i gole w reprezentacji | Mecze i gole w reprezentacji | Mecze i gole w reprezentacji | Mecze i gole w reprezentacji |
| #                            | Data                         | Miasto                       | Przeciwnik                   | Gol                          | Wynik                        |                              |
| ---------------------------- | ---------------------------- | ---------------------------- | ---------------------------- | ---------------------------- | ---------------------------- | ---------------------------- |
| 1.                           | 14.11.1951                   | Birmingham                   | Irlandia Północna            |                              | 2:0                          | British Home Championship    |
| 2.                           | 28.11.1951                   | Londyn                       | Austria                      |                              | 2:2                          | towarzyski                   |
| 3.                           | 05.04.1952                   | Glasgow                      | Szkocja                      |                              | 2:1                          | British Home Championship    |
| 4.                           | 18.05.1952                   | Florencja                    | Włochy                       |                              | 1:1                          | towarzyski                   |
| 5.                           | 25.05.1952                   | Wiedeń                       | Austria                      |                              | 3:2                          | towarzyski                   |
| 6.                           | 28.05.1952                   | Zurych                       | Szwajcaria                   |                              | 3:0                          | towarzyski                   |
| 7.                           | 04.10.1952                   | Belfast                      | Irlandia Północna            |                              | 2:2                          | British Home Championship    |
| 8.                           | 12.11.1952                   | Londyn                       | Walia                        |                              | 5:2                          | British Home Championship    |
| 9.                           | 26.11.1952                   | Londyn                       | Belgia                       |                              | 5:0                          | towarzyski                   |
| 10.                          | 18.04.1953                   | Londyn                       | Szkocja                      |                              | 2:2                          | British Home Championship    |
| 11.                          | 17.05.1953                   | Buenos Aires                 | Argentyna                    |                              | 0:0                          | towarzyski                   |
| 12.                          | 24.05.1953                   | Santiago                     | Chile                        |                              | 2:1                          | towarzyski                   |
| 13.                          | 31.05.1953                   | Montevideo                   | Urugwaj                      |                              | 1:2                          | towarzyski                   |
| 14.                          | 10.10.1953                   | Cardiff                      | Walia                        |                              | 4:1                          | British Home Championship    |
| 15.                          | 21.10.1953                   | Londyn                       | Reszta Świata                |                              | 4:4                          | towarzyski                   |
| 16.                          | 11.11.1953                   | Liverpool                    | Irlandia Północna            |                              | 3:1                          | British Home Championship    |
| 17.                          | 25.11.1953                   | Londyn                       | Węgry                        |                              | 6:3                          | towarzyski                   |
| 18.                          | 03.04.1954                   | Glasgow                      | Szkocja                      |                              | 4:2                          | British Home Championship    |
| 19.                          | 16.05.1954                   | Belgrad                      | Jugosławia                   |                              | 0:1                          | towarzyski                   |
| 20.                          | 23.05.1954                   | Budapeszt                    | Węgry                        |                              | 7:1                          | towarzyski                   |
| 21.                          | 17.06.1954                   | Bazylea                      | Belgia                       |                              | 4:4                          | Mundial 1954                 |
| 22.                          | 20.06.1954                   | Berno                        | Szwajcaria                   |                              | 2:0                          | Mundial 1954                 |
| 23.                          | 26.06.1954                   | Bazylea                      | Urugwaj                      |                              | 2:4                          | Mundial 1954                 |

## Kariera trenerska
Merrick tuż po zakończeniu kariery piłkarskiej został trenerem Birmingham. Z City zdobył Puchar Ligi Angielskiej w 1963 oraz dotarł do finału Pucharu Miast Targowych w 1961, gdzie Birmingham uległo włoskiej Romie. Po zakończeniu pracy w Birmingham w 1964 Merrick prowadził potem jeszcze amatorskie Bromsgrove Rovers i Atherstone Town.